# 니콜라이 고골
니콜라이 바실리예비치 고골(러시아어: Никола́й Васи́льевич Го́голь, 문자 개혁 이전: Николай Васильевичъ Гоголь, 우크라이나어: Мико́ла Васи́льович Го́голь 미콜라 바실료비치 호홀[*], 문화어: 니꼴라이 고골리, 1809년 3월 20일 ~ 1852년 2월 21일)은 러시아의 소설가이자 극작가이다. 러시아 사실주의 문학의 선구자로, 러시아에서 가장 뛰어난 평가를 받고 있는 작가 중 한 명이다.

## 생애

### 유년기

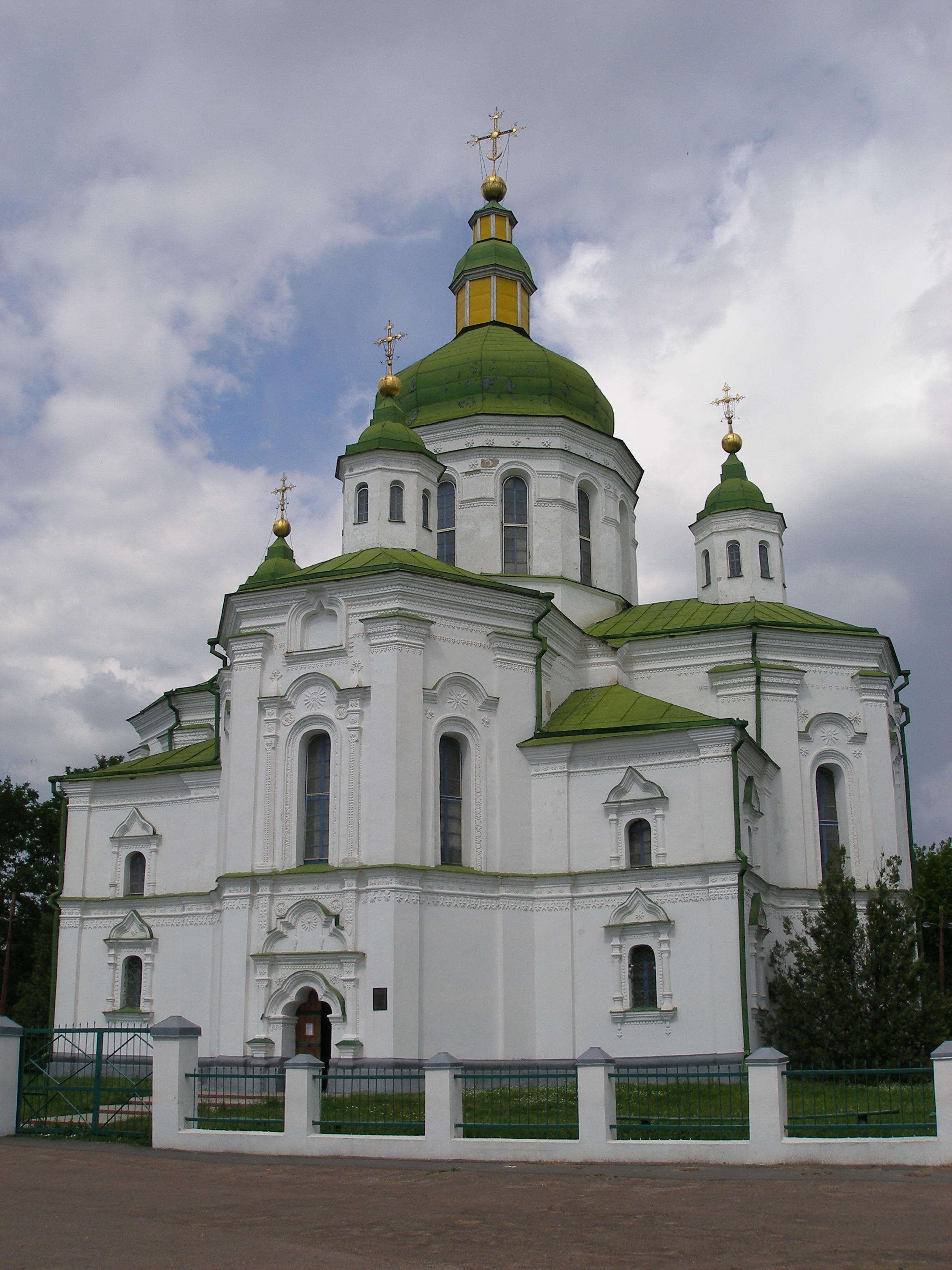
고골이 세례받은 우크라이나 벨리키소로친치의 구세주 현영 교회

1809년 우크라이나 소로친치에서 카자크의 후손이자 소지주인 아버지와 신앙심이 깊은 어머니 사이에서 태어났다. 1818년 풀타바 군립 학교를 거쳐 네진 고등학교에 입학 후 1828년 졸업하였다.

### 상트페테르부르크 거주 시기
1828년에 상트페테르부르크로 이주하여 관리와 배우를 지망했으나 빈번히 좌절한다. 그 후 'V. 알로프'라는 필명으로 시집 《간츠 큐헬가르텐》을 자비출판하나 혹평으로 인해 그는 시집을 전부 구입한 후 소각한다.
이후 독일을 경유하여 미국으로 이주할 목적으로 뤼베크로 건너가 체류하나, 곧 상트페테르부르크로 돌아와 관리로 임용된다. 이후 고골은 우크라이나 거주 시기에 경험한 우크라이나의 전통 문화와 민속을 토대로 《디칸카 근교 마을의 야회》를 출판하여 크게 명성을 얻었다. 이때부터 알렉산드르 푸시킨을 사귀고 이후 그가 남긴 대작의 소재는 거의 대부분 푸시킨으로부터 영감을 받았다. 이후 그는 관리직을 퇴직하고 1834년 상트페테르부르크 황립대학교의 조교로서 세계사를 강의했으나 실패하여 곧 퇴직하였다.

### 해외 거주 시기
1836년 희극 《감찰관》을 알렉산더 극장과 모스크바에서 상연하였다. 이는 진보 세력의 절찬을 받았지만, 지배 세력으로부터는 공격을 받게 되어 그는 로마로 피신했다. 그는 로마에서 명작인 《죽은 영혼》의 제1부를 완성했고 그 후 계속하여 스위스·파리·로마 등지에 거주하였다.

### 말년과 죽음

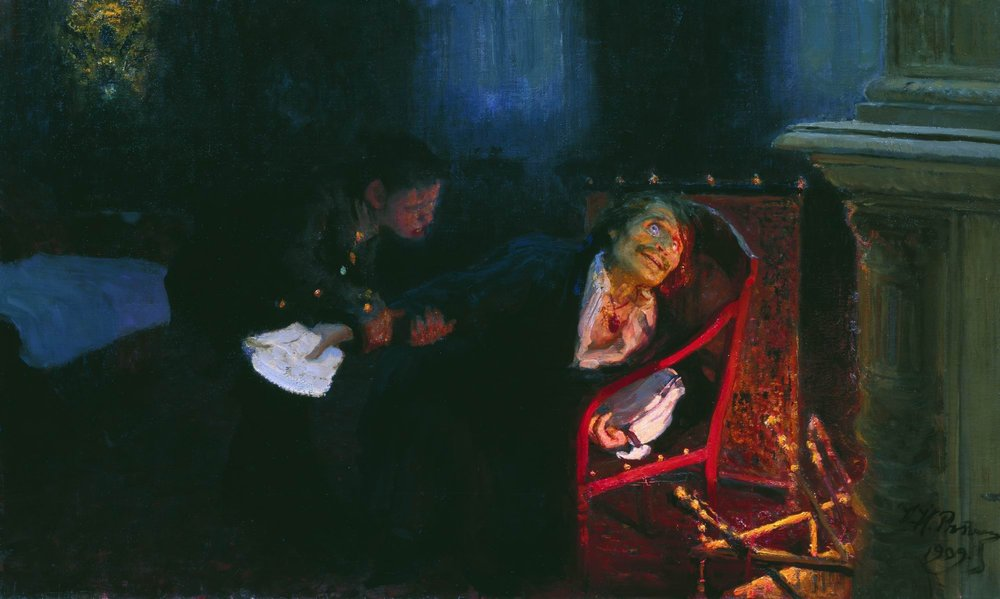
일리야 레핀, 《죽은 영혼》 2부 원고를 불태우는 고골, 캔버스에 유채, 1909년

《죽은 영혼》의 제2부 집필을 시작하며 1848년에 다시 러시아로 돌아왔을 때는 이미 건강을 해친 뒤였다.
그는 결국 《죽은 영혼》의 후속작을 통해 주인공이자 악인인 치치코프의 좋은 면을 표현하고자 했으나 좌절하고 만다. 이후 그는 《죽은 영혼》 2부의 원고를 불태우고 신앙생활에 몰두하게 되었으며 1848년 팔레스타인으로 순례를 떠나나 이는 아무런 도움을 주지 못했다.
이후 그는 모스크바로 이주했으며, 과거부터 서신을 주고받던 정교회 신부 마트베이 콘스탄티놉스키에게 광신적인 종교적 영향을 받게 되었다. 이후 1852년 콘스타놉스키는 고골이 재집필한 《죽은 영혼》의 2부 원고를 불태우라 명령하고 고골은 이에 따라 사순절 기간 벽난로에 그의 원고를 던져 불태웠다.
그로부터 열흘 후 그는 극단적인 사순절 단식으로 인해 의식을 잃었고 1852년 2월 21일 향년 42세의 나이로 사망한다.

## 주요 작품

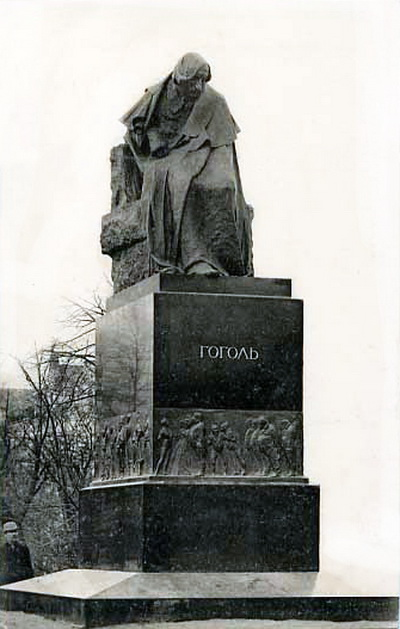
모스크바 니키츠키 대로에 위치한 고골의 기념비

그는 작품 속에 당시의 러시아의 현실, 특히 지주 사회의 도덕적 퇴폐와 관료 세계의 결함과 부정 등을 예리한 풍자의 필치로 사실적으로 그려냈다. 고골의 사실주의 정신이 훗날의 러시아 문학과 연극에 미친 영향은 매우 크다.

### 시
- 《간츠 큐헬가르텐》(1829)

### 소설
- 《디칸카 근교 마을의 야회》(1부 1831, 2부 1832)
- 《미르고로드》(1835)

- 구시대의 지주들
- 타라스 불바
- 비이
- 이반 이바노비치와 이반 니키포로비치가 싸운 이야기

- 《아라베스크》(1835)

- 초상화
- 광인일기
- 넵스키 대로

- 《코》(1836)
- 《마차》(1836)
- 《감찰관》(1836)
- 《죽은 영혼》 (1부 1842, 2부 일부 1855)
- 《외투》, 《결혼》, 《도박사》 (『작품집』에 묶어서 출간 1842)
- 《‘감찰관’의 이해를 위한 열쇠》(1846)
- 《친구와의 편지교환선》(1847)
- 《작가의 고백》(1847)
- 《종교 전례에 관한 고찰》(1852)
- 《전작 전집》(총 14권, 1937~1952)
- 《페테르부르크 이야기》

- 넵스키 대로
- 광인일기
- 초상화
- 코
- 외투